# São Vicente do Sul
São Vicente do Sul – miasto i gmina w Brazylii, w stanie Rio Grande do Sul. Znajduje się w mezoregionie Centro Ocidental Rio-Grandense i mikroregionie Santa Maria. W 2010 roku miasto liczyło 8440 mieszkańców.